# De reportages van Lefranc
De reportages van Lefranc is een educatieve Franse stripreeks die zich afspeelt in de eerste helft van de 20e eeuw. De serie werd bedacht en geschreven door stripauteur Jacques Martin. De serie is een spin-off van Lefranc. 
Elk album heeft een thema omstreeks de tijd dat de avonturen van Lefranc zich afspeelden. Het album vertelt de geschiedenis met tekeningen van de situatie in het verleden, waarbij Lefranc figureert. De reeks wordt uitgegeven door Casterman.
Bij het uitbrengen van de eerste drie albums was er nog sprake van de reekstitel De reizen van Lefranc, analoog aan De reizen van Alex en De reizen van Tristan.
| Jaar | Titel                                    | Tekenaar                        | Scenarist                           | Originele titel          | Jaar |
| ---- | ---------------------------------------- | ------------------------------- | ----------------------------------- | ------------------------ | ---- |
| 2005 | De luchtvaart (1) van het begin tot 1914 | Régric                          | Jacques Martin                      | L'Aviation (1)           | 2004 |
| 2005 | De luchtvaart (2) Van 1914 tot 1916      | Régric                          | Jacques Martin                      | L'Aviation (2)           | 2005 |
| 2007 | De luchtvaart (3) van 1917 tot 1918      | Régric                          | Jacques Martin                      | L'Aviation (3)           | 2007 |
| 2011 | De Atlantische muur                      | Olivier Weinberg                | Olivier Pierson & Isabelle Bournier | Le Mur de l'Atlantique   | 2011 |
| 2014 | De landing                               | Olivier Weinberg                | Isabelle Bournier                   | Le Débarquement          | 2014 |
| 2014 | Het Ardennenoffensief                    | Olivier Weinberg & Alain Maury  | Isabelle Bournier                   | La Bataille des Ardennes | 2014 |
| 2015 | De ondergang van het Derde Rijk          | Olivier Weinberg & Yves Plateau | Isabelle Bournier                   | La Chute du Reich        | 2015 |
| 2016 | De strijd om de Pacific                  | Olivier Weinberg & Yves Plateau | Isabelle Bournier                   | La Guerre du Pacifique   | 2016 |
| 2019 | De verovering van de ruimte              | Régric                          | Pierre-Emmanuel Paulis              | La Conquête de l'espace  | 2019 |

## Enkel in het Frans verschenen
Niet alle albums zijn vertaald uit het Frans naar het Nederlands. 
| Jaar | Titel                    | Tekenaar         | Scenarist                             | Uitgeverij |
| ---- | ------------------------ | ---------------- | ------------------------------------- | ---------- |
| 2017 | Les Batailles de Moselle | Olivier Weinberg | Jean-François Patricola & Marc Houver | Casterman  |
| 2023 | Versailles               | Alex Evang       | Sophie Humann                         | Casterman  |